# 유리 시빗킨

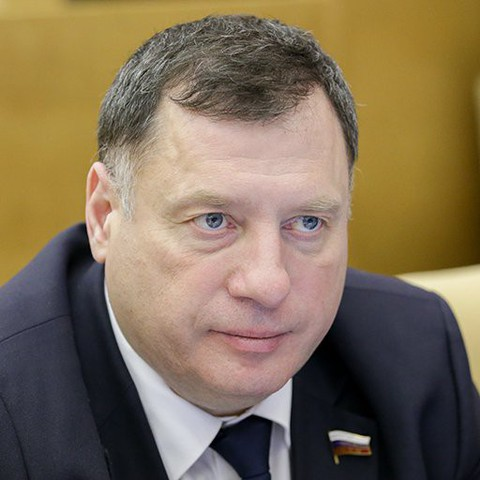
유리 시빗킨

유리 니콜라예비치 시빗킨(러시아어: Юрий Николаевич Швыткин, 1965년 5월 24일 ~ )은 러시아의 군인, 정치인이다. 제7대 국가두마 의원, 통합 러시아 국방위원회 부위원장, 통합 러시아 크라스노야르스크 지방 정치위원장, 러시아 대중 전선 크리스노야르스크 지방 위원을 역임했다.

## 생애
크라스노야르스크 지방 크라스노야르스크 출신이며 1986년에는 혁명 60주년 기념 노보시비르스크 고등 군사 무장 학교 산하 공수부대, 노보시비르스크 군사 정치 전문 학교 과정을 졸업했다. 1986년부터 1992년까지 군부대에서 부대장, 별도 정찰사단장, 제76경비대 공수사단에서 낙하산 대대장으로 복무했고 1992년부터 2001년까지 크라스노야르스크 지방 내무부 소속으로 근무했다.
1993년부터 크라스노야르스크 지방 조직 범죄단 특수 신속 대응 부대에서 부대장으로 복무했고 크라스노야르스크 지방 경비대장을 역임했다. 1995년부터 1996년까지 체첸 공화국에서 일어난 군사 작전에서 경찰 대령으로 복무했고 1999년에는 러시아 내무부 공무원 아카데미에서 법률 집행 기관 변호사 학위를 취득했다.
2001년에는 크라스노야르스크 지방 의회 선거에 출마하면서 지방 의회 부대표로 선출되었다. 2007년에는 통합 러시아 소속으로 출마하여 당선된 이후에 크라스노야르스크 지방 의회의 부의장, 대변인으로 임명되었다. 크라스노야르스크 지방 의회에서 법치주의·시민권 보호에 관한 부위원회 위원, 교육과학문화위원회 위원을 역임했고 2011년에는 크라스노야르스크 지방 의회 단일 선거구에서 6번 위원으로 선출되었다. 2016년에 실시된 제7대 국가두마 선거에서 통합 러시아 소속으로 출마하여 단일 선거구 54번 위원으로 선출되었다.